# Cattedrale di Santa Maria Assunta (Molfetta)
La cattedrale di Santa Maria Assunta è il principale luogo di culto cattolico di Molfetta, nella città metropolitana di Bari. È dal 1785 cattedrale della diocesi di Molfetta (dal 1986 diocesi di Molfetta-Ruvo-Giovinazzo-Terlizzi) e monumento nazionale italiano.

## Storia
L'attuale cattedrale molfettese fu costruita dai Gesuiti nel corso del Seicento e dedicata al loro fondatore, Ignazio di Loyola. Iniziata nel 1610 fu ultimata solo nel 1744 con la costruzione della facciata. Con la soppressione della Compagnia di Gesù nel 1767 la chiesa rimase per alcuni abbandonata, finché nel 1785, debitamente restaurata ed ampliata, fu eretta a nuova cattedrale diocesana, al posto dell'antica chiesa, l'odierna chiesa di San Corrado, o “duomo vecchio”. In questa occasione furono traslate nella nuova cattedrale le reliquie del santo patrono cittadino, san Corrado di Baviera.

## Descrizione

### Arte e architettura

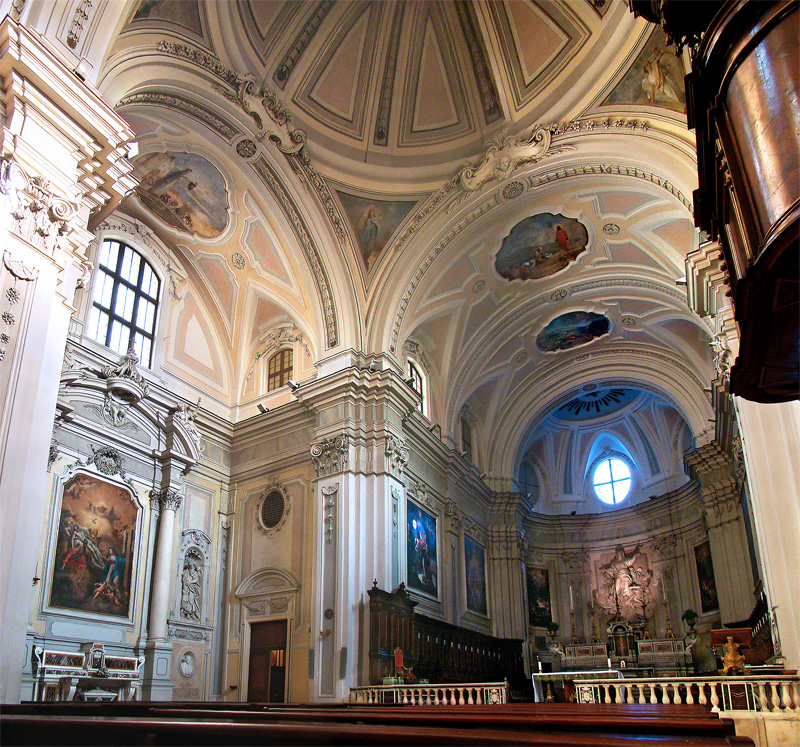
Interno

La facciata della chiesa, con paramento murario in pietra, è a salienti, percorsa verticalmente da lesene composite lisce, anch'esse in pietra. Al centro, si apre il portale, con sopra una finestra rettangolare. La parte superiore della facciata è caratterizzata da un profilo ad arco a tutto sesto ed ospita al centro, all'interno di una finta finestra, una statua marmorea raffigurante Sant'Ignazio di Loyola.
L'interno della chiesa è a croce latina, con volta a botte lunettata affrescata nel 1887 dal pittore molfettese Michele Romano; in corrispondenza della crociera, vi è una volta a vela con stucchi che formano a finta cupola. Il presbiterio è cinto da una balaustra marmorea ed ospita gli stalli lignei del coro e l'altare maggiore. Alle spalle di quest'ultimo, nell'abside semicircolare, si trova un altorilievo raffigurante l'Assunzione di Maria. Fra le altre opere custodite nella cattedrale vi sono la Dormitio Mariae attribuita allo Scacco (XVI secolo), il monumento sepolcrale del naturalista e storico molfettese Giuseppe Maria Giovene, posto a sinistra dell'altare dedicato a San Corrado e, su questo, la tela di Corrado Giaquinto raffigurante l'Assunzione di Maria.

### Organo a canne
Sulla cantoria in controfacciata, si trova l'organo a canne, costruito nel 1961 dai Fratelli Ruffatti riutilizzando la cassa e parte del materiale fonico del precedente strumento, di Francesco Criscuolo che lo realizzò nel 1866.
L'organo è a trasmissione elettrica e la sua consolle ha due tastiere di 61 note ciascuna e pedaliera concavo-radiale di 32 note. La mostra è composta da canne di principale disposte in più campi a cuspide, con bocche a mitria dorate e allineate. La cantoria lignea presenta un parapetto riccamente decorato con rilievi scolpiti.